# Kreis Nidda

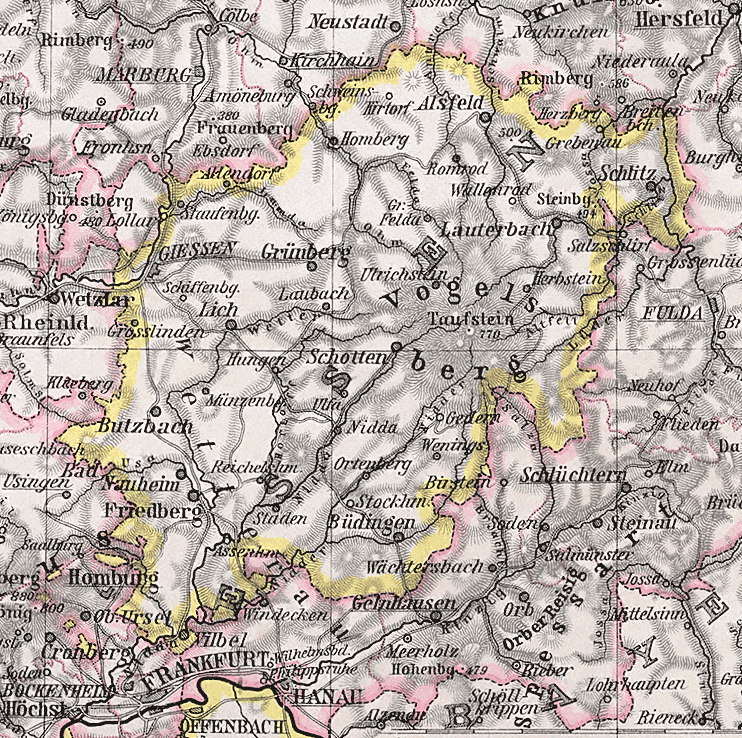
Die Provinz Oberhessen innerhalb des Großherzogtums Hessen, 1905

Der Kreis Nidda war ein Kreis in der Provinz Oberhessen des Großherzogtums Hessen (Hessen-Darmstadt). Die Kreisverwaltung hatte ihren Sitz in der Stadt Nidda. Der Kreis bestand mit einer vierjährigen Unterbrechung von 1832 bis 1874. Das ehemalige Kreisgebiet gehört heute zum Wetteraukreis und zum Landkreis Gießen in Hessen.

## Geschichte

### Territoriale Entwicklung
Der Kreis Nidda wurde 1832 erstmals eingerichtet. Er entstand aus dem Landratsbezirk Nidda. Im Zuge der Revolution von 1848 im Großherzogtum Hessen war das Land von 1848 bis 1852 in Regierungsbezirke eingeteilt. Während dieser Zeit gehörte das Kreisgebiet zum Regierungsbezirk Nidda. 1852 wurden im Zuge der Reaktion die Kreise wieder hergestellt. Dabei entstand ein neu abgegrenzter Kreis Nidda aus dem Landgerichtsbezirk Nidda sowie Teilen der Landgerichtsbezirke Hungen und Ortenberg. Dieser neu gebildete Kreis Nidda hatte 27.209 Einwohner in 61 Gemeinden.
Der Kreis bestand bis zum 1. Juli 1874 und ging dann nach seiner Auflösung in den Nachbarkreisen Büdingen, Gießen und Schotten auf.

### Kreisräte
- 1832–1848 Joseph Aloys Seitz

Von 1848 bis 1852 gab es im Großherzogtum Hessen keine Kreise, die Aufgaben wurden von Regierungsbezirken wahrgenommen.
- 1852–1874 Wilhelm Rautenbusch

## Gemeinden
Die Gemeinden des Kreises Nidda mit ihrer Einwohnerzahl (Stand 1852) und späteren Kreiszugehörigkeit:
| Gemeinde              | Einwohner 1852 | Kreis ab 1874 |
| --------------------- | -------------- | ------------- |
| Bellersheim           | 613            | Gießen        |
| Bellmuth              | 141            | Büdingen      |
| Bergheim              | 431            | Büdingen      |
| Berstadt              | 1013           | Büdingen      |
| Bettenhausen          | 434            | Gießen        |
| Bingenheim            | 770            | Büdingen      |
| Birklar               | 493            | Gießen        |
| Bisses                | 350            | Büdingen      |
| Bleichenbach          | 809            | Büdingen      |
| Blofeld               | 282            | Büdingen      |
| Bobenhausen I         | 282            | Büdingen      |
| Borsdorf              | 459            | Büdingen      |
| Dauernheim            | 784            | Büdingen      |
| Echzell               | 1622           | Büdingen      |
| Eckartsborn           | 407            | Büdingen      |
| Effolderbach          | 352            | Büdingen      |
| Eichelsdorf           | 729            | Schotten      |
| Fauerbach             | 475            | Büdingen      |
| Gedern                | 2087           | Schotten      |
| Geiß-Nidda            | 693            | Büdingen      |
| Gelnhaar              | 847            | Büdingen      |
| Gettenau              | 480            | Büdingen      |
| Glashütten            | 354            | Schotten      |
| Heuchelheim           | 263            | Büdingen      |
| Hirzenhain            | 380            | Büdingen      |
| Hungen, Stadt         | 1199           | Gießen        |
| Inheiden              | 388            | Gießen        |
| Kohden                | 495            | Büdingen      |
| Langd                 | 636            | Gießen        |
| Langsdorf             | 728            | Gießen        |
| Leidhecken            | 444            | Büdingen      |
| Lißberg               | 493            | Büdingen      |
| Michelnau             | 248            | Büdingen      |
| Mittel-Seemen         | 382            | Schotten      |
| Muschenheim           | 618            | Gießen        |
| Nidda, Stadt          | 1920           | Büdingen      |
| Nieder-Seemen         | 277            | Schotten      |
| Nonnenroth            | 382            | Gießen        |
| Obbornhofen           | 569            | Gießen        |
| Ober-Lais             | 548            | Schotten      |
| Ober-Schmitten        | 491            | Schotten      |
| Ober-Seemen           | 1051           | Schotten      |
| Ober-Widdersheim      | 491            | Büdingen      |
| Ortenberg             | 1065           | Büdingen      |
| Rabertshausen         | 207            | Gießen        |
| Ranstadt              | 613            | Büdingen      |
| Rodheim a. d. Horloff | 325            | Gießen        |
| Röthges               | 255            | Gießen        |
| Schwickartshausen     | 313            | Büdingen      |
| Selters               | 358            | Büdingen      |
| Steinberg             | 319            | Schotten      |
| Steinheim             | 627            | Gießen        |
| Trais-Horloff         | 289            | Gießen        |
| Unter-Schmitten       | 494            | Büdingen      |
| Unter-Widdersheim     | 250            | Büdingen      |
| Usenborn              | 557            | Büdingen      |
| Utphe                 | 526            | Gießen        |
| Villingen             | 395            | Gießen        |
| Volkartshain          | 251            | Schotten      |
| Wallernhausen         | 633            | Büdingen      |
| Wippenbach            | 111            | Büdingen      |